# Ester Soldi
Ester Soldi (Milano, 15 febbraio 1970) è una cavallerizza italiana specialista di dressage.

## Biografia
Cresciuta a Milano ha iniziato a montare a cavallo all'età di nove anni a Novara. Il padre è un ex-completista e la madre amazzone di salto ostacoli e istruttrice Pony. Fino a 16 anni pratica il concorso completo fino a che non si dedica completamente al dressage.
Laureata al Politecnico di Milano in architettura. Dal 2008 è entrata a far parte del Gruppo Sportivo Fiamme Azzurre come assistente capo della Polizia penitenziaria di Verbania. Ha rappresentato l'Italia del 2014 ai World Equestrian Games, e ha partecipato a tre Campionati europei di dressage (2011, 2013 e 2015).